# Episodi di Tutti pazzi per Re Julien (prima stagione)
La prima stagione della serie animata Tutti pazzi per Re Julien negli USA è stata distribuita da Netflix in due parti: i primi cinque episodi il 19 dicembre 2014 e gli ultimi cinque il 3 aprile 2015.
In Italia la serie è stata trasmessa su DeaKids a partire dal 5 settembre 2015. È stato incaricato Francesco Facchinetti di cantare la sigla di Tutti pazzi per Re Julien, e inoltre di realizzare alcune clip ad hoc che hanno il compito di introdurre la serie e i suoi personaggi.In chiaro è stata trasmessa da Super! nel 2016
| Nº | Titolo originale           | Titolo italiano             | Prima TV USA     | Prima TV Italia   |
| -- | -------------------------- | --------------------------- | ---------------- | ----------------- |
| 1  | King Me                    | Il nuovo re                 | 19 dicembre 2014 | 5 settembre 2015  |
| 2  | Poll Position              | Tutti meno uno              | 19 dicembre 2014 | 5 settembre 2015  |
| 3  | Enter the Fanaloka         | Per sempre!                 | 19 dicembre 2014 | 12 settembre 2015 |
| 4  | Empty is the Head          | Il re fantoccio             | 19 dicembre 2014 | 12 settembre 2015 |
| 5  | Return of the Uncle King   | Il ritorno di Zio Re Julien | 19 dicembre 2014 | 19 settembre 2015 |
| 6  | Eat, Prey, Shove           | Mangia, prega, picchia      | 3 aprile 2015    | 19 settembre 2015 |
| 7  | He Blinded Me with Science | Accecato dalla scienza      | 3 aprile 2015    | 26 settembre 2015 |
| 8  | Viva Mort                  | Viva Mortino!               | 3 aprile 2015    | 26 settembre 2015 |
| 9  | The Really Really Big Lie  | Una bugia grossa grossa     | 3 aprile 2015    | 3 ottobre 2015    |
| 10 | One More Cup               | Un altro caffè              | 3 aprile 2015    | 3 ottobre 2015    |

## Il nuovo re
Quando lo zio Re Julien XII abdica al trono dopo aver appreso del suo destino dalla camaleonte Masikura, consegna la corona al nipote: il principe Julien XIII. Quando i fossa attaccano, Re Julien XIII deve salvare tutti i lemuri del regno ed evitare di essere mangiato dai fossa.

## Tutti meno uno
Re Julien impara dalla tucano Xixi che il 99% dei lemuri lo ama, quindi il re fa la sua missione per trovare l'unico lemure "odiatore".

## Per sempre!
Durante la festa (in onore a Frank il Dio del Cielo) di re Julien, il malvagio genio fanaloka Karl decide di distruggere Re Julien. Quando Clover e Maurice vengono catturati da Karl e dal suo scagnozzo sibilante scarafaggio, il Re Julien deve salvarli dalla sua nuova nemesi.

## Il re fantoccio
Esaurito dall'ascoltare tutti i problemi dei suoi sudditi, Re Julien si sostituisce con un finto re, così da poter divertirsi e andarsene in giro spacciandosi per un nuovo lemure "Tizio con la banana Mike", che involontariamente inizia un ribellione contro Re Julien, cioè se stesso.

## Il ritorno di Zio Re Julien
Tornato a reclamare il suo trono, lo zio Re Julien XII sconfigge Julien e riprende la sua corona. Poco dopo, nel territorio dei fossa, l'ex re convince Maurice a travestirsi da fossa per diventare il loro capo. Ma tornerà nel suo regno esiliando lo zio.

## Mangia, prega, picchia
Clover è costretta a fare una vacanza con Mortino e Xixi. Mentre è in vacanza, incontra il bello e spiritoso indri Paolo Porfiri. Nel frattempo, un lemure mingherlino Ted copre il ruolo di Clover mentre è in vacanza e fa sì che i fossa approfittino dell'assenza di Clover per attaccare il regno di Re Julien.

## Accecato dalla scienza
Il boombox di Julien esaurisce le batterie mentre si celebra la danza cerimoniale in onore al Dio della Pioggia, Kevin, affinché porti la pioggia. Julien si allea con Timo, un tenrec scienziato, incaricato dal re per far rifunzionare il suo boombox. E da questo momento i lemuri iniziano a essere attaccati alla scienza con grande sgomento di Masikura.

## Viva Mortino!
Dopo aver messo in imbarazzo Maurice che stava ballando a ritmo della musica del boombox di Julien, il giovane re cerca di compensare la sua trasgressione. Nel frattempo, Mortino si unisce inavvertitamente al duo Anti Re Julien, chiamato "LALA", che cerca di vendicare la "morte" di Tizio con la banana Mike, che ancora non sanno ch'è Re Julien.

## Una bugia grossa grossa
Julien elabora una bugia incolpando un gigantesco "mega-geco" per aver rovinato la festa di compleanno di un giovane lemure di nome Todd dopo il tentativo di sbarazzarsi di una mosca, rovinando la festa. Quando Clover trasforma il regno in un gruppo di cacciatori per sbarazzarsi del mega-geco, Julien chiede a Timo di costruire un mega-geco per Clover, il piano riesce perfettamente, ma il mega-geco va fuori controllo.

## Un altro caffè, grazie
Emma Sughero trova un sacco di chicchi di caffè nella baia delle meraviglie e la raccoglie con l'aiuto di Mortino. Pensando di essere un dono degli dei dell'oceano, Julien fa in modo che tutta la comunità di lemuri sia agganciata alla caffeina. Quello che Julien non sa è che questo è tutto un piano di Karl per mettere in ginocchio il regno dei lemuri.